# Симбирцев, Семён Александрович
Семён Александрович Симбирцев (15 сентября 1929, Уральская область — 30 сентября 2018, Санкт-Петербург) — советский и российский патофизиолог, доктор медицинских наук, член-корреспондент АМН СССР, РАМН и Российской академии наук.

## Биография
Родился 15 сентября 1929 года в посёлке Барановка Уральской области в семье рабочих.
Окончил фельдшерскую школу (1946) и 1-й Ленинградский медицинский институт им. акад. И. П. Павлова. Работал в Псковской области хирургом и главным врачом центральной районной больницы. В 1958—1963 гг. учился в клинической ординатуре и аспирантуре своей альма-матер.
С 1963 года работал на кафедрах оперативной хирургии и топографической анатомии и военно-полевой хирургии Военно-медицинской академии им. С. М. Кирова. В 1975 году защитил докторскую диссертацию на тему «Острая почечная недостаточность при тяжелой механической травме и ее осложнениях».
В 1976—1979 годах заведовал отделом экспериментальной пульмонологи НИИ пульмонологии МЗ СССР. В 1979—1995 годах ректор Ленинградского института усовершенствования врачей им. С. М. Кирова и одновременно заведующий кафедрой оперативной хирургии и топографической анатомии, затем профессор кафедры.
Автор написанной совместно с профессором М. И. Шрайбером монография «Синдром длительного раздавливания мягких тканей и острая почечная недостаточность».
Член-корреспондент АМН СССР (16.12.1988), член-корреспондент РАН c 27 июня 2014 года.
Сын Андрей (род. 1956) — биотехнолог, член-корреспондент РАН (2016).
Умер 30 сентября 2018 года. Похоронен на Богословском кладбище Санкт-Петербурга.

## Награды и звания
- Орден Почёта (2002)[1].
- Заслуженный деятель науки РСФСР (1985).
- Лауреат премии Правительства Российской Федерации — за участие в подготовке двухтомного руководства по общей врачебной практике.